# Elemento de empresa
Segundo o Código Civil de 2002, de acordo com o art. 966, “Considera-se empresário quem exerce profissionalmente atividade econômica organizada para a produção ou a circulação de bens ou de serviços.”
Por força do parágrafo único do dispositivo:  “Não se considera empresário quem exerce profissão intelectual, de natureza científica, literária ou artística, ainda com o concurso de auxiliares ou colaboradores, salvo se o exercício da profissão constituir elemento de empresa.”
 Logo, excluem-se do direito empresarial os profissionais liberais que exercem atividade de acordo com determinada formação intelectual, como médicos, dentistas, engenheiros, bem como escritores e artistas de qualquer expressão.
Todavia, ao mencionar elemento de empresa, o legislador abre a possibilidade dessas atividades intelectuais fazerem parte de uma empresa, de modo constituir parte de um todo empresarial, constituindo assim um dos elementos da empresa.
Como exemplo, de elemento de empresa pode-se considerar a situação de um médico especialista que inicialmente atende em uma consultório particular e conta somente com a ajuda de uma secretária. Após expandir suas atividades vê a necessidade de contratar mais médicos especialistas para trabalhar no local, bem como disponibilizar serviços referentes a atividade que exercem, oferecer exames, estrutura hospitalar, atendimento personalizado passando a contar com toda uma equipe de administradores, secretários, serviço de limpeza, setor de Recursos Humanos, advogados. Assim, passa-se a constituir uma empresa, onde  o médico que deu inicio será um elemento da empresa, fará parte do todo.
Trata-se de estrutura organizacional da atividade, que, ao ganhar complexidade na sua organização, deixa de se tratada como uma atividade desvinculada do mundo empresarial. Assim entende o STJ e Fábio Ulhoa Coelho.
Para Fabio Ulhoa, "o elemento de empresa é a organização". Assim uma vez organizada a atividade passa a ser empresarial, ainda que baseada em uma atividade originalmente intelectual ou artística.
1. ↑  «Art. 966 do Código Civil - Lei 10406/02». Jusbrasil. Consultado em 13 de novembro de 2017
2. ↑  «O que significa Elemento de empresa primeira posição». 26 de novembro de 2015. Consultado em 13 de novembro de 2017